# أرماند مارسيل
أرماند مارسيل (بالفرنسية: Armand Édouard Charles Marcelle)‏ هو مجدف فرنسي، ولد في 10 أكتوبر 1905 في رانس في فرنسا، وتوفي بنفس المكان في 26 ديسمبر 1974.

## وصلات خارجية
- أرماند مارسيل على موقع الاتحاد الدولي للتجديف (الإنجليزية)
- أرماند مارسيل على موقع اللجنة الأولمبية الدولية (الإنجليزية)
- أرماند مارسيل على موقع أوليمبيديا (الإنجليزية)